# Spiraltrappa

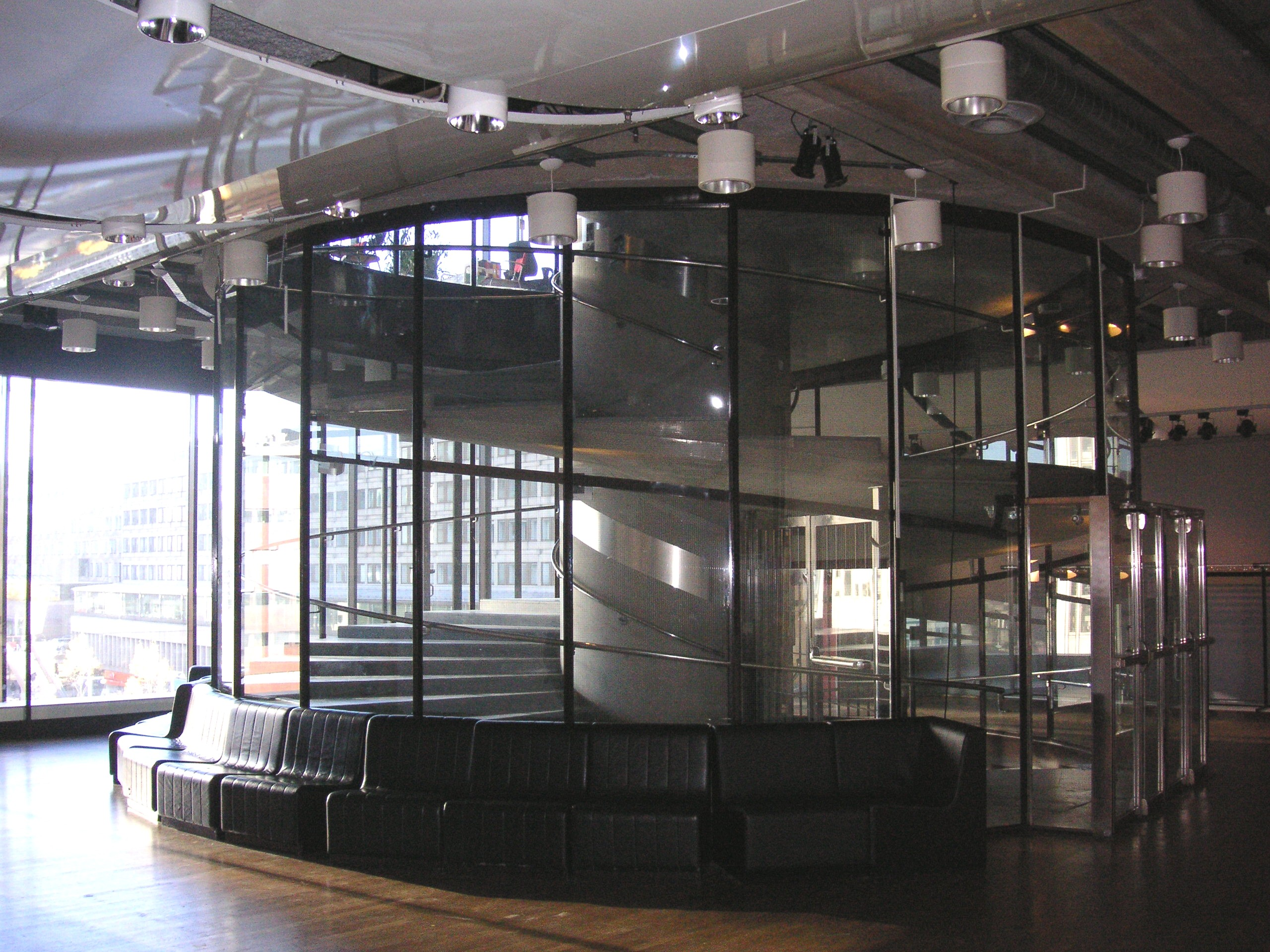
"Celsingtrappan" kallas spiraltrappan i Kulturhuset i Stockholm, oktober 2007.

En spiraltrappa är en trappa som är formgiven som en spiral och liknar en korkskruv. Trappan är mycket platsbesparande, varför den ofta används i trånga utrymmen. Trapptypen kallas även ”rund trappa” och mera sällan ”vindeltrappa” eller ”spindeltrappa”.

## Historik
Spiraltrappor fanns redan under förkristen tid, exempelvis i ett av templen som uppfördes på 300-talet f.Kr. i den grekiska kolonin Selinus på Sicilien. Till användningsområdena hörde trånga höga utrymmen som i kyrk- eller fyrtorn eller i medeltida borgar och slott.

## Beskrivning
En spiraltrappa kan bestå av trä, sten, gjutjärn, betong och stål eller en kombination av dessa. De används både utomhus och inomhus och finns huvudsakligen i tre olika grundkonstruktioner: 
- den är byggd runt en vertikal stolpe som fungerar som en bärande centrumaxel för trappstegen.
- den är byggd runt en central öppning (trappöga) och trappstegen är fastspända i trapphusväggarna som är bärande.
- en kombination av bärande vertikal stolpe och bärande omslutande väggar.

En specialform är spiraltrappor med dubbla trapplopp (en sorts dubbelspiral), som är anordnade över varandra och där det finns bara en enda gångriktning. Exempel härför finns i Slottet i Chambord i Frankrike. I större, mera exklusiva bostadshus från sekelskiftet 1900 utformades ofta husens kökstrappor (trappa för personalen) som spiraltrappa.
Numera används enkla, monteringsfärdiga spiraltrappor av stål i exempelvis industrimiljöer. Alternativt finns mera påkostade, som arkitektoniskt, skulpturalt uttrycksmedel i ett rum eller trapphus. Exempel på den senare varianten är huvudtrappan i Kulturhuset i Stockholm som leder genom samtliga våningar. Den kallas även Celsingtrappan efter sin skapare arkitekten Peter Celsing.

### Bildexempel

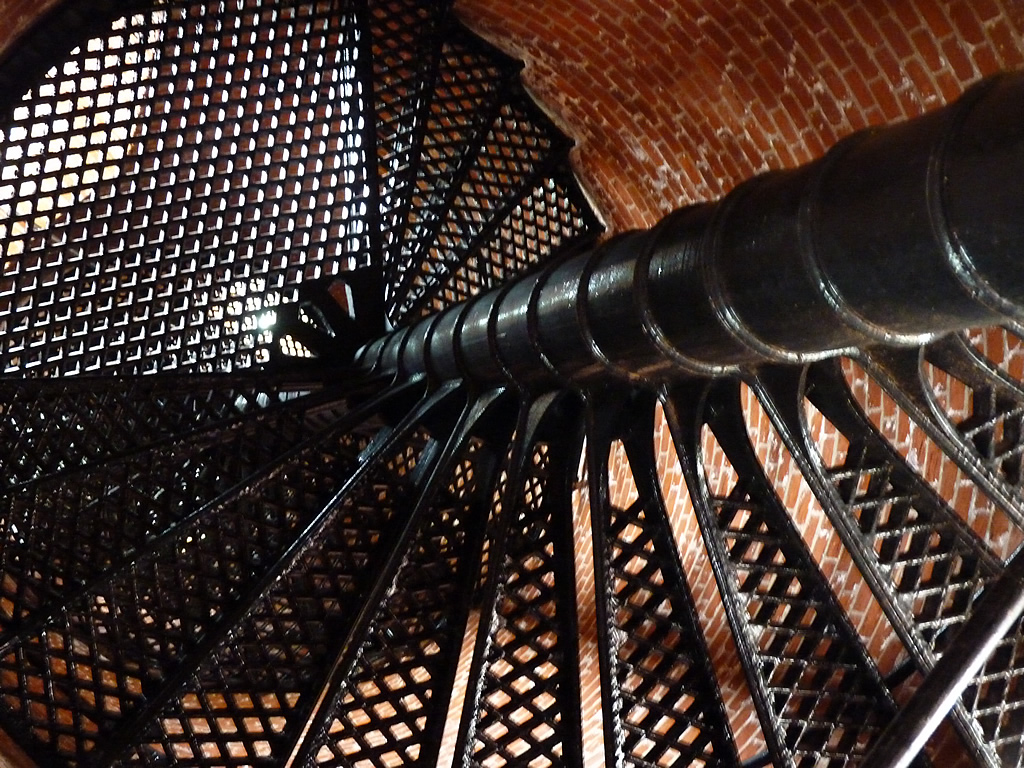
Spiraltrappa med bärande centrumstolpe, allt i gjutjärn, i fyrtorn i Delaware.
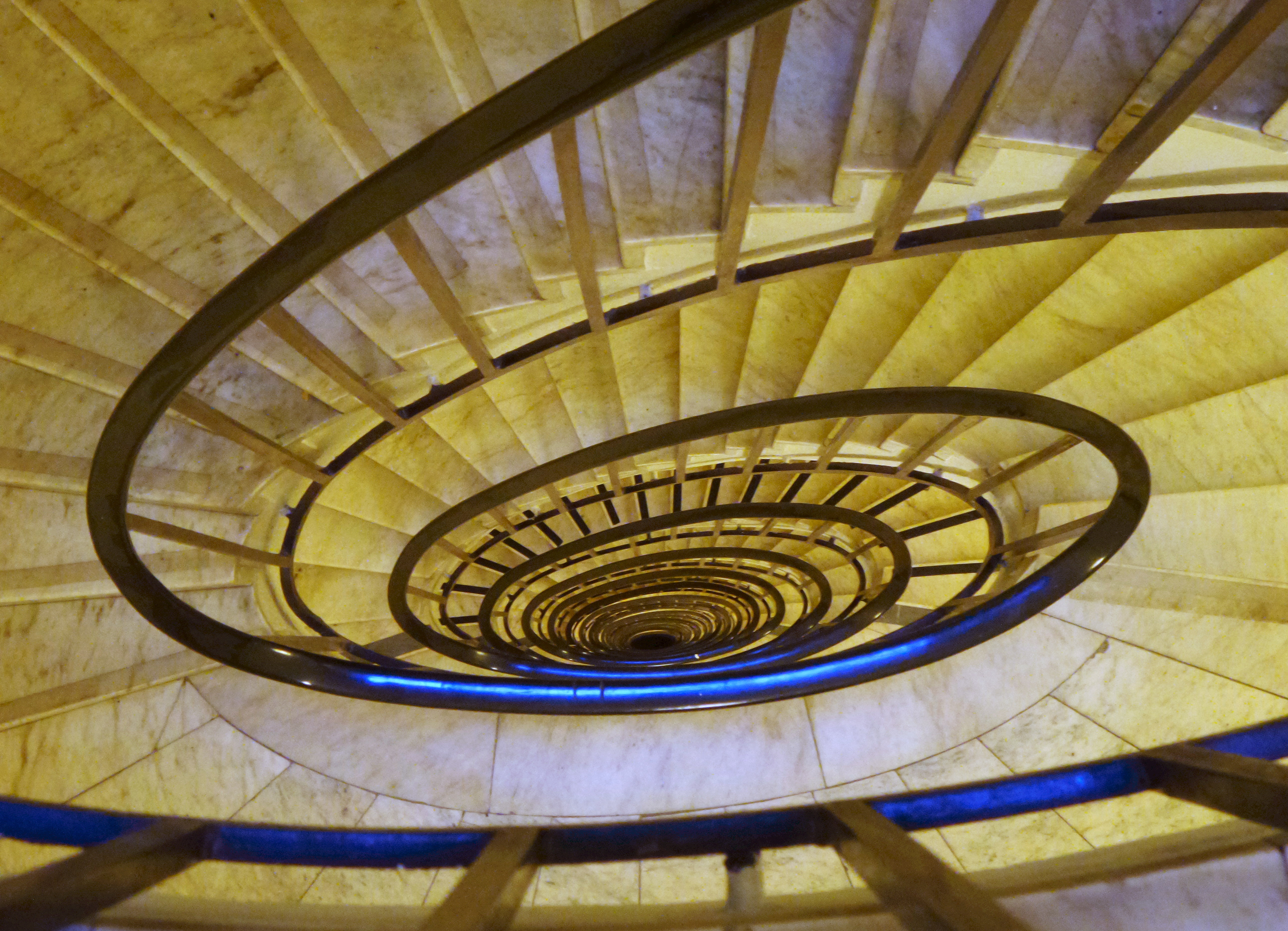
Spiraltrappa med en central öppning, så kallad trappöga, i Folksamhuset i Stockholm.
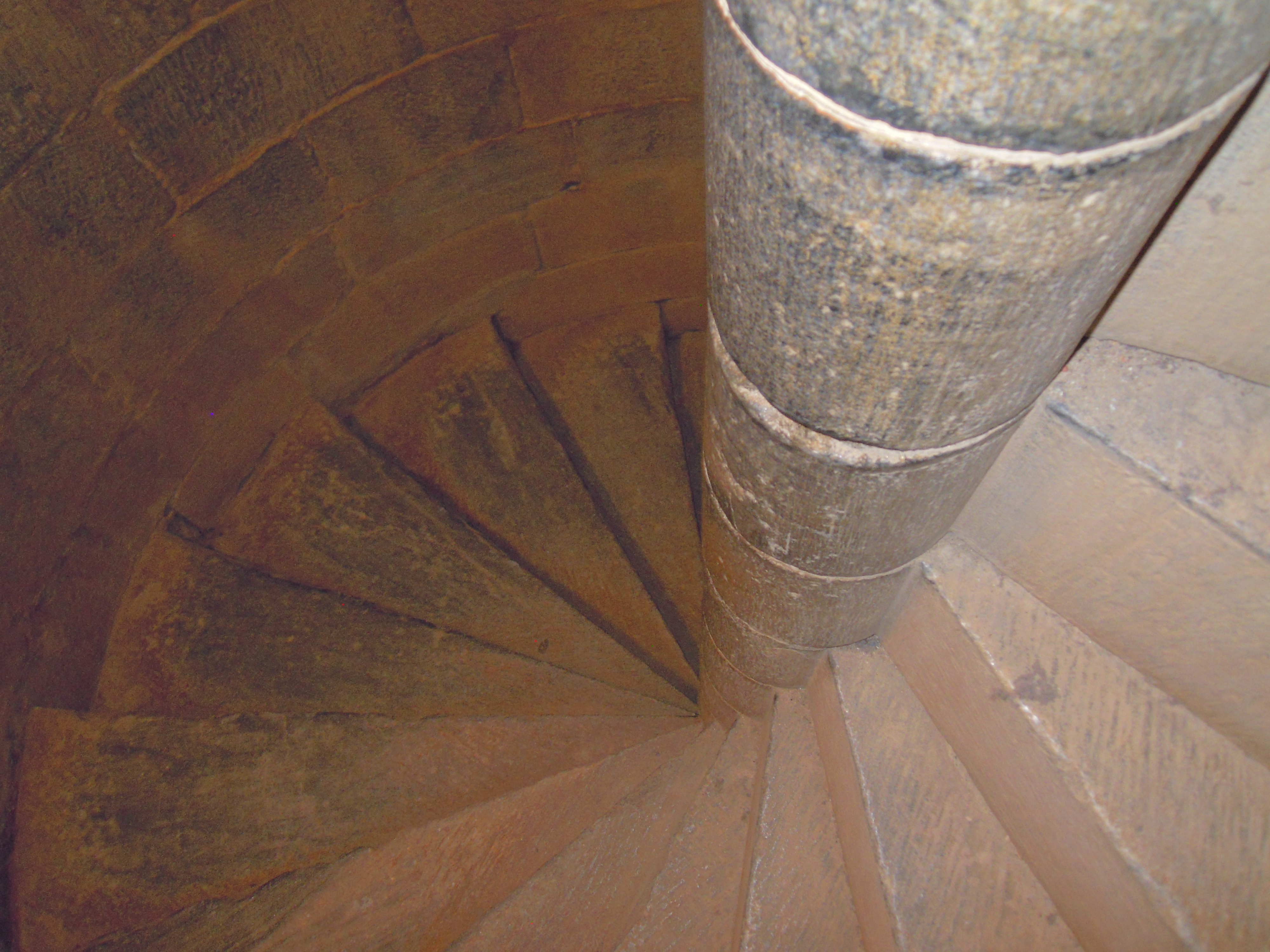
Spiraltrappa med bärande centrumstolpe och bärande omslutande väggar, i Borgen i Beja.
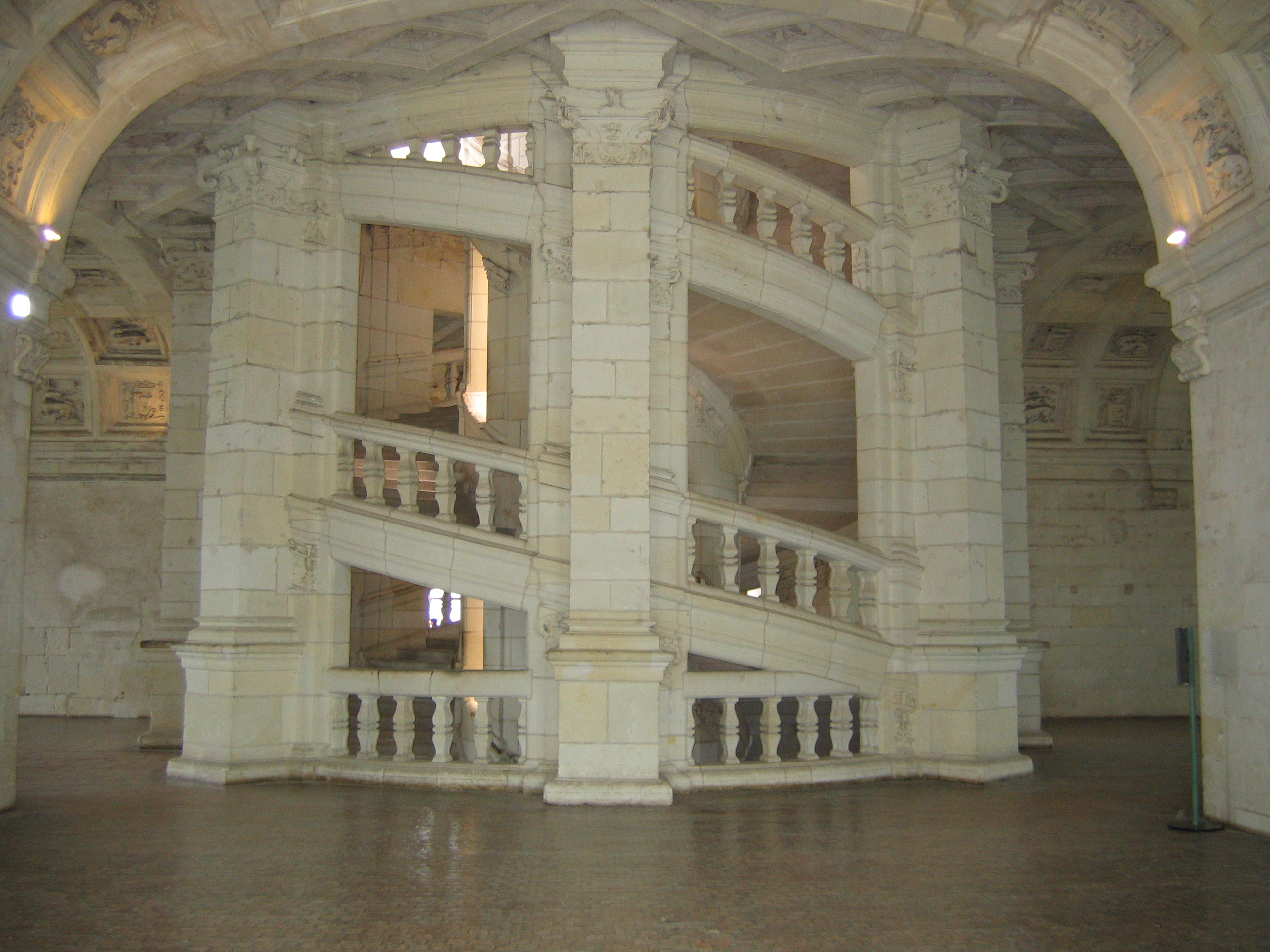
Spiraltrappa med dubbla trapploppm i Slottet i Chambord i Frankrike.
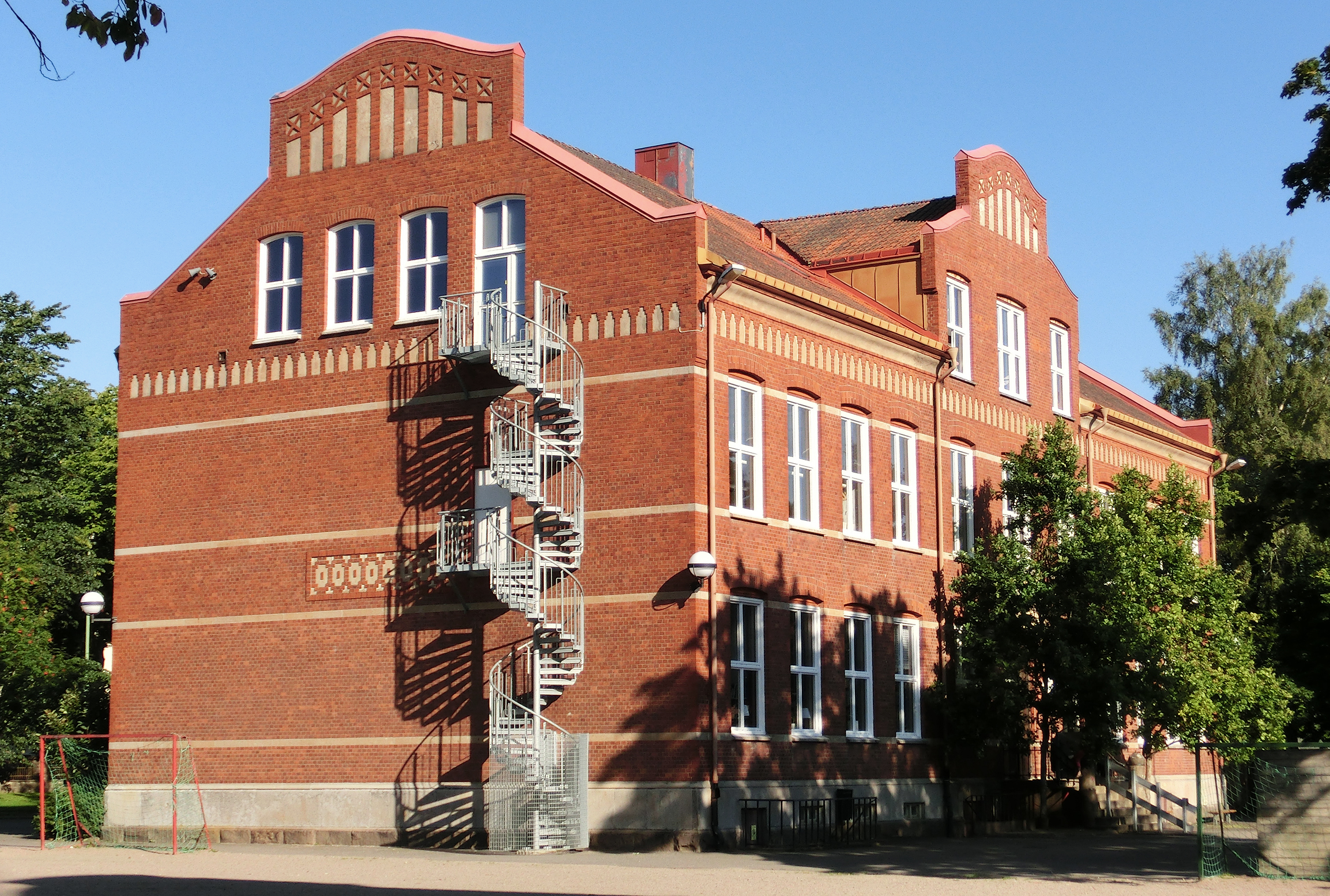
Utrymningstrappa i galvaniserad stål i Centrumskolan i Falköping,
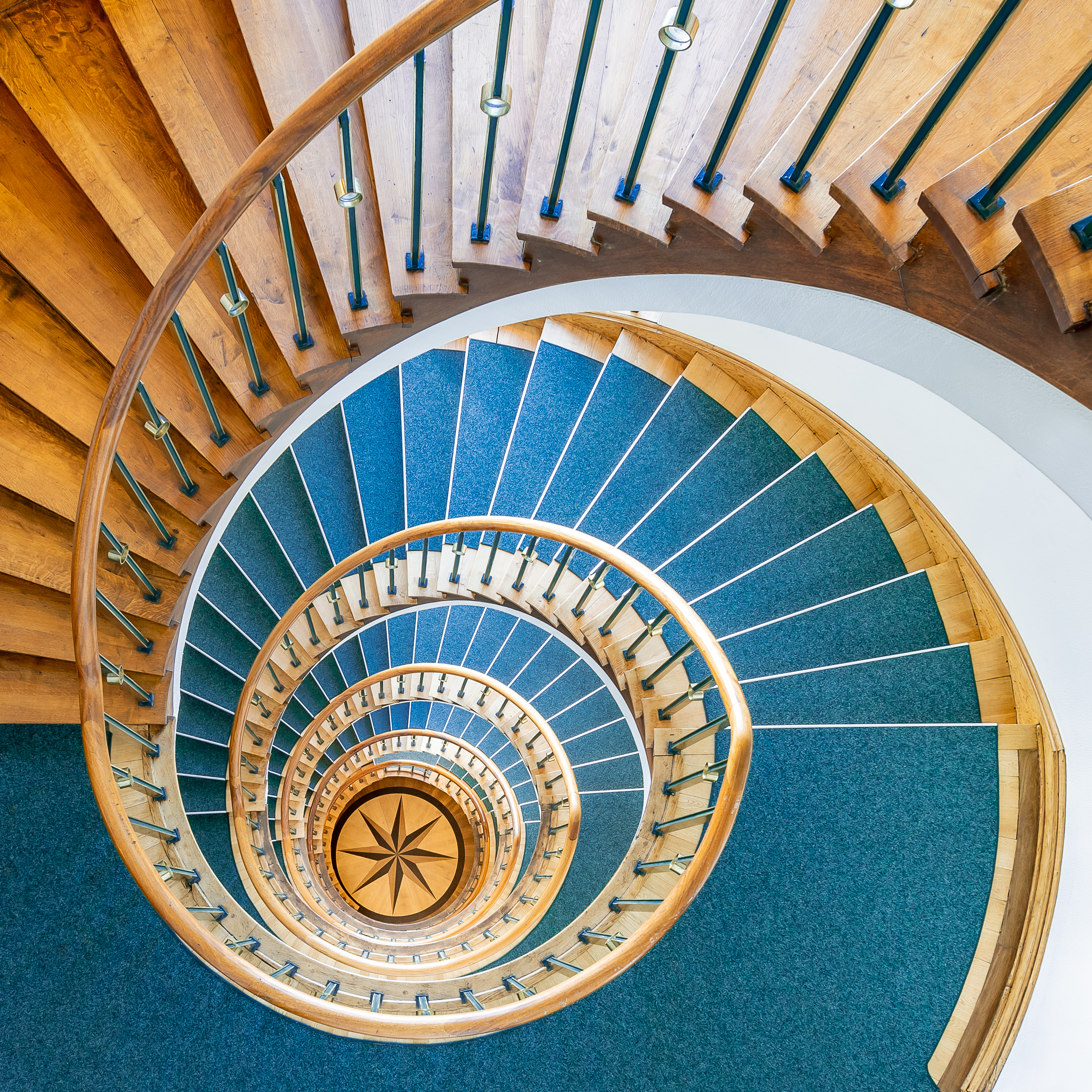
Spiraltrappa i kulturhuset Kampnagel i Hamburg.